# Paweł Fryderyk
Paweł Fryderyk (ur. 15 września 1800 w Ludwigslust, zm. 7 marca 1842 w Schwerinie) – wielki książę Meklemburgii-Schwerin.

## Życiorys
Urodził się jako najstarszy syn następcy tronu Meklemburgii-Schwerinu Fryderyka Ludwika i jego żony Eleny Pawłowny Romanowej. Wykształcenie zdobywał najpierw w Genewie, a później w Jenie i Rostocku. Po śmierci ojca 29 listopada 1819 został następcą tronu, a kiedy zmarł jego dziadek wielki książę Fryderyk Franciszek I odziedziczył po nim tron.
Już jako książę panujący przyczynił się do usprawnienia systemu prawnego i poprawy infrastruktury. Rozpoczął budowę nowej rezydencji zamkowej, gdyż stary zamek nie spełniał już swej funkcji. Jego syn, Fryderyk Franciszek II wstrzymał budowę i polecił odrestaurowanie starego zamku.

### Małżeństwo
25 maja 1822 w Berlinie poślubił księżniczkę Aleksandrę (1803–1892), córkę Fryderyka Wilhelma III, króla Prus i jego żony, królowej Luizy Pruskiej, urodzonej jako księżniczka Meklemburgii-Strelitz. Para miała troje dzieci:
- Fryderyka Franciszka II (1823–1883) – kolejnego księcia Meklemburgii-Schwerinu

∞ 1849 Augusta Reuß zu Schleiz-Köstritz (1822–1862)
∞ 1864 Anna z Hesji-Darmstadt (1843–1865)
∞ 1868 Maria von Schwarzburg-Rudolstadt (1850–1922),
- Ludwikę (1824–1859)

∞ 1849 Hugo zu Windisch-Graetz (1823–1904),
- Wilhelma (1827–1879)

∞ 1865 Aleksandra Pruska (1842–1906).